# 丸田智子
丸田 智子（まるた ともこ）は、日本の映像バイヤー。国際メディア・コーポレーション（MICO）映像事業部専任副部長。『冬のソナタ』を買い付けた韓流ブームの仕掛け人。広島県広島市出身。

## 経歴
広島大学教育学部を卒業。英国の放送局、通信社などでのアルバイトをするうち映像関連、また世界を飛び回れる仕事が出来たら、との意を強くした。現在の会社に自ら手紙を書いて売り込み帰国後1991年、国際メディアコーポレーション（MICO）に入社。
1994年からNHKの番組を海外に販売する部門に配属され『おしん』などをアジア各地で売った。2002年4月、それまでとは一転、アジア各国の番組を買い付けする現在の映像事業部に異動。「何とかアジアのドラマ作品を日本で放映したい」と必死になって各国の歴史や文化を勉強。この頃、著作権のあいまいな韓国ドラマは格安で、アジア各地でよく売れていた。100本くらい見た中で、韓国で放送を終えたばかりの『冬のソナタ』に出逢う。言葉は分からなかったが、美しい映像、初恋という世界共通の普遍的なテーマ、また韓国ドラマに有り勝ちなアクの強さのなさに「これなら日本人に受ける」と上司を説得、NHK衛星放送のドラマ枠に目を付け売り込んだが、それまで日本で人気が出た海外ドラマは、ほとんどがアメリカ製で、アジアや韓国の連続ドラマは放送されたことはなく、日本人に受けるのか、疑問視する声が強かった。しかしアメリカ製ドラマの人気が落ちていたこともありゴーサインが出た。
バイヤーとして初めて韓国で買い付けに臨んだが交渉は難航した。日本と韓国は長い期間、文化の交流がなく、著作権管理団体同士の協定もなかった。著作権の概念がまるで違い、権利処理をクリアするための作業が延々とかかり、関係者と粘り強く交渉を続け結局、契約をまとめるまでに半年を要した。
2003年4月に『冬のソナタ』はBS2で放送が始まった。しかし当初は慎重論も残り夏に1ヶ月放送を中断。結局視聴率は1%程度だったが番組終了後、2万件近い反響の手紙や電話が寄せられた。反響の大きさに同年末にBS2で再放送、さらに視聴者の要望で2004年4月から8月にNHK総合でも放送され大ヒット。これに女性誌が飛びつき、ペ・ヨンジュンを「ヨン様」と呼んだり、この年4月の「ヨン様」初来日の大騒動で、ドラマ・映画・韓国語会話のブームや、韓国ロケ地巡りに行く女性が急増するなど一気に社会現象となり、韓流ブームが巻き起こった。
2005年、「日経ウーマン」主催「日経ウーマンオブザイヤー2005」のヒットメーカー部門に選出されその後も『美しき日々』、『オールイン』、『宮廷女官チャングムの誓い』などを手掛けている。